# احمد عبدو مصطفی
احمد عبدو مصطفی (انگلیسی: Ahmed Abdo Mustafa؛ زادهٔ ۱۹۴۶) بازیکن فوتبال اهل سودان است.